# Рупорно-параболическая антенна в Холмдейле
Рупорно-параболическая антенна в Холмдейле — большая рупорная антенна, которая использовалась как антенна для спутинковой связи и как радиотелескоп в течение 1960-х Лабораториями Белла в Холмдейле. В 1988 году ей был присвоен статус национального исторического памятника США из-за её связи с исследованиями двух радиоастрономов Арно Пензиаса и Роберта Вудро Вильсона. В 1965 году, используя эту антенну, они обнаружили реликтовое излучение. Это было одним из важнейших открытий в космологии после открытия Эдвином Хабблом расширения вселенной. Оно явилось доказательством, подтвердившим теорию Большого взрыва Георгия Гамова и Жоржа Леметра. Открытие сильно изменило космологию как науку, изучающую историю вселенной, сменив фокус с теоретических построений на прямые наблюдения. В 1987 Пензиас и Вильсон получили Нобелевскую премию по физике за это открытие.

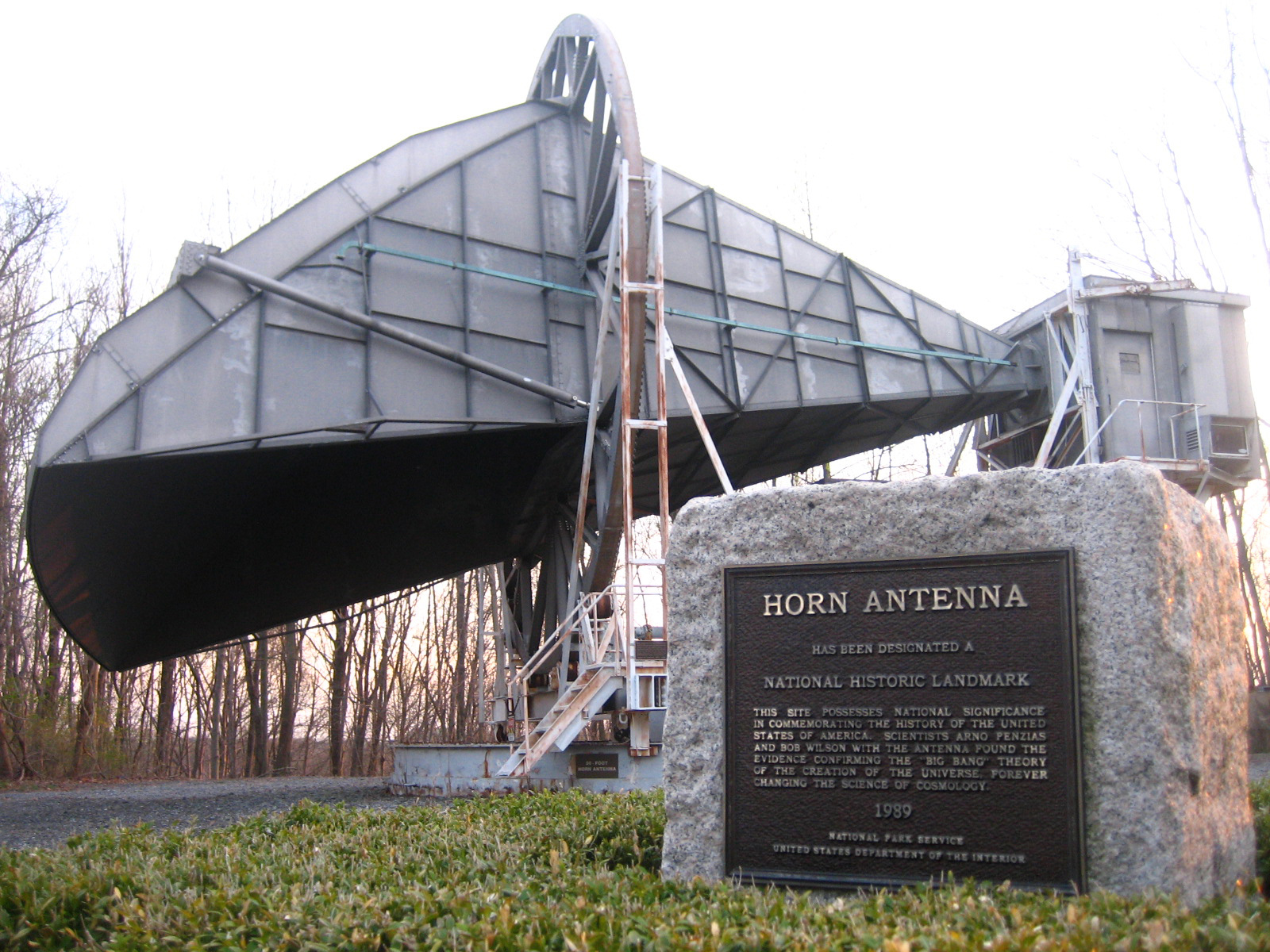
Рупорно-параболическая антенна в Холмдейле, Апрель 2007.

## Описание
Рупорная антенна Лабораторий Белла в Холмдейле была построена в 1959 году для поддержки программы Эхо, пассивных коммуникационных спутников НАСА, которые представляли собой пустотелые оболочки, покрытые алюминием, отражающие радиосигналы.
Антенна имеет длину около 15 метров и апертуру приблизительно 6 на 6 метров. Конструкция построена в основном из алюминия. Кольцо, окружающее антенну в среднем сечении, имеет диаметр 10 метров, поддерживает её вес и обеспечивает поворот по углу места (т. е. по высоте над горизонтом) за счёт роликов. Вторая опора на узком конце антенны представляет собой достаточно большой шарикоподшипник, через который узкий конец рупора проходит внутрь будки. Возможность непосредственного подключения приёмного оборудования к рупору является важной особенностью этой антенны, так как позволяет исключить потери сигнала, и следовательно, добавление шума в фидерной линии. Радиометр для измерения уровня мощности расположен в будке.
Треугольный каркас антенны выполнен из конструкционной стали. Он может вращаться на колёсах по специальной дорожке диаметром около 10 метров вокруг центральной опоры. Дорожка образована стальными плитами, выровненными с точностью 0,4 мм. Колёса выполнены коническими для уменьшения трения, в результате для поворота антенны достаточно приложить силу всего в 400Н (около 40 кгс). Антенна, таким образом, может быть развёрнута в любую точку небесной сферы.
За исключением стальной рамы, которая была выполнена местной металлообрабатывающей компанией, антенна была изготовлена и собрана в мастерской Холмдельской лаборатории, под управлением Х. В. Андерсона, который также участвовал в разработке. Помощь также оказали Р. О'Реган и С. А. Дарби. Строительство антенны было завершено под руководством А. Б. Кроуфорда из Фрихолда, Нью-Джерси.
Когда антенна не используется, азимутальный привод отключается, что позволяет антенне разворачиваться, как флюгеру в направлении наименьшего ветрового сопротивления. Антенна рассчитана на ветра до 160 км/ч. Полная масса конструкции составляет около 16 тонн.
На земле рядом с антенной располагается вспомогательное помещение размером примерно 3 на 6 метров с двумя окнами, двойной дверью и металлической крышей. В нём находится оборудование и органы управления антенной. Это помещение также является частью национального исторического памятника.
Антенна на протяжении уже нескольких десятков лет не используется (на 2020 год).

## Технические подробности

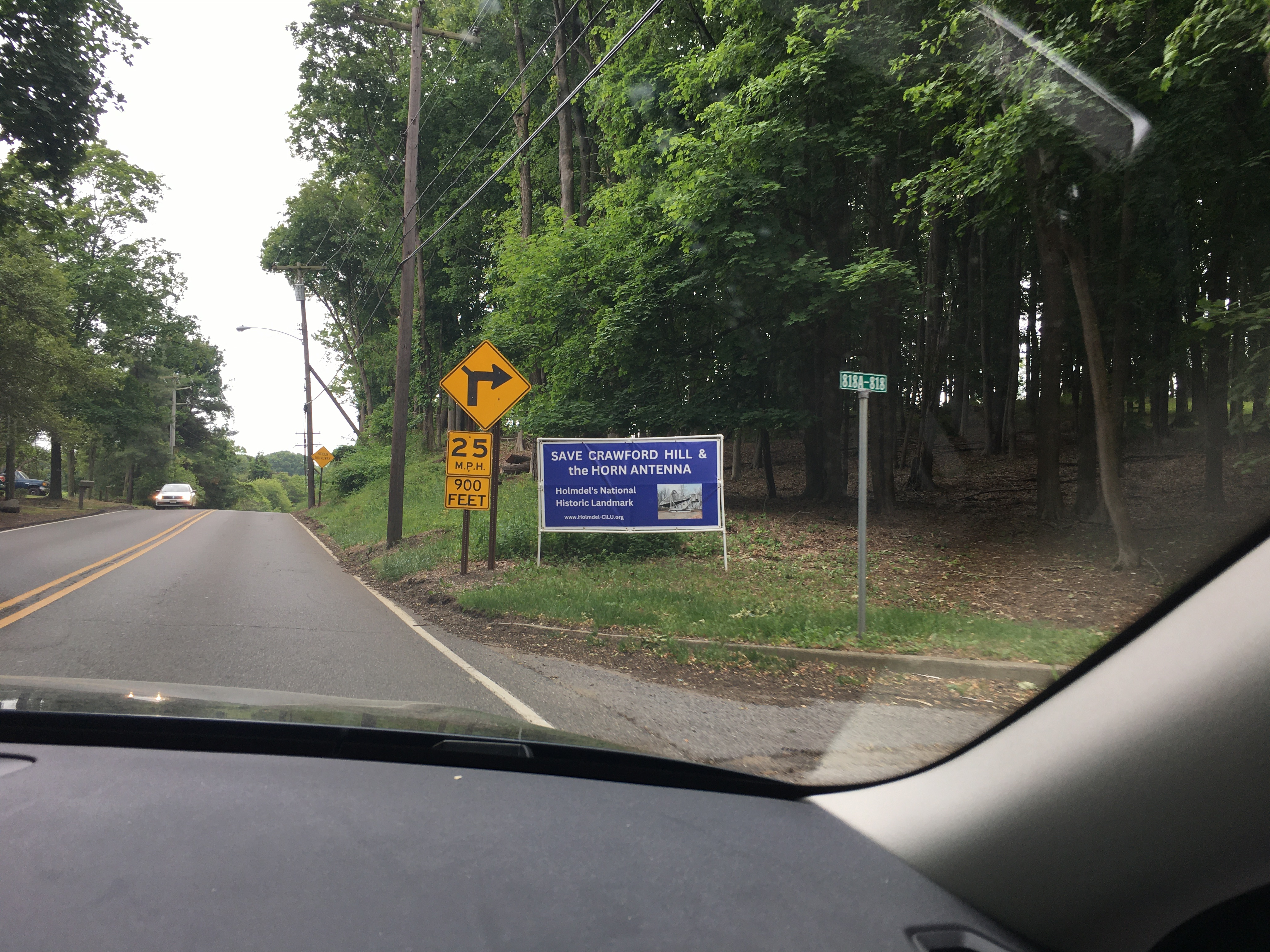
Плакат в Холмдейле, призывающий к сохранению телескопа.

Данная антенна называются рупорно-параболической антенной. Этот тип антенн изобретён в 1941 г. Альфредом Бэком и Харальдом Фриисом , усовершенствован доведён до практической конструкции Дэвидом Хоггом, в связи с чем в англоязычной литературе часто называется антенной Хогга. Антенна состоит из рупора и расположенной у его раскрыва под углом 45° к оси вогнутой поверхности. Поверхность является частью параболоида, поэтому всю антенну можно также рассматривать как параболическую с офсетным питанием. Подобные антенны имеют важные именно для радиоастрономии преимущества. Они максимально широкополосны, площадь их эффективной поверхности хорошо поддаётся расчёту, стенки рупора блокируют излучение с углов, отличных от направления главного лепестка. Таким образом, обратный и боковые лепестки диаграммы направленности  подавлены достаточно хорошо, чтобы можно было пренебречь попаданием теплового излучения земли на вход радиометра, что очень важно для точных измерений слабых уровней фонового излучения. На частоте 2,39 ГГЦ антенна имеет усиление 43.3 dBi, ширину главного лепестка ДНА 1,5° и КИП 76%